# Kétou
Kétou è una città situata nel dipartimento dell'Altopiano nello Stato del Benin con 113 988 abitanti (stima 2006).